# Sistema quater-imaginari
El sistema numèric quater-imaginari va ser proposat per primera vegada per Donald Knuth el 1960. És un sistema de numeració posicional no estàndard que utilitza el nombre imaginari 2i com a base. És capaç de (gairebé) representar de forma única tots els nombres complexos utilitzant només els dígits 0, 1, 2 i 3.
Els nombres menors de zero, que normalment es representen amb un signe menys, són representables com a cadenes de dígits en quater-imaginari; per exemple, el nombre −1 es representa com 103 en la notació quater-imaginària.)

## Descomponent el quater-imaginari
{\displaystyle \ldots d_{3}d_{2}d_{1}d_{0},d_{-1}d_{-2}d_{-3}\ldots } significa
{\displaystyle \ldots +d_{3}\cdot b^{3}+d_{2}\cdot b^{2}+d_{1}\cdot b+d_{0}+d_{-1}\cdot b^{-1}+d_{-2}\cdot b^{-2}+d_{-3}\cdot b^{-3}\ldots }
{\displaystyle b=2i}.
com sabem,
{\displaystyle (2i)^{2}=-4}.
per tant,
{\displaystyle \ldots +d_{3}\cdot (2i)^{3}+d_{2}\cdot (2i)^{2}+d_{1}\cdot (2i)+d_{0}+d_{-1}\cdot (2i)^{-1}+d_{-2}\cdot (2i)^{-2}+d_{-3}\cdot (2i)^{-3}\ldots }
{\displaystyle =[...d_{4}\cdot (-4)^{2}+d_{2}\cdot (-4)^{1}+d_{0}+d_{-2}\cdot (-4)^{-1}+\ldots ]+2i\cdot [...+d_{5}\cdot (-4)^{2}+d_{3}\cdot (-4)^{1}+d_{1}+d_{-1}\cdot (-4)^{-1}+d_{-3}\cdot (-4)^{-2}+\ldots ]}.
Les parts real i imaginària d'aquest nombre complex s'expressen així fàcilment en base −4 com {\displaystyle \ldots d_{4}d_{2}d_{0},d_{-2}\ldots } i {\displaystyle 2\cdot (\ldots d_{5}d_{3}d_{1},d_{-1}d_{-3}\ldots )} respectivament.

## Conversió de quater-imaginari a decimal
| n     | −8    | −7    | −6    | −5    | −4   | −3  | −2   | −1   | 0 | 1  | 2  | 3   | 4  | 5   | 6   | 7     | 8   |
| (2i)n | 1/256 | i/128 | −1/64 | −i/32 | 1/16 | i/8 | −1/4 | −i/2 | 1 | 2i | −4 | −8i | 16 | 32i | −64 | −128i | 256 |

Per convertir una sèrie de dígits del sistema quater-imaginari al sistema decimal, es pot utilitzar la fórmula estàndard per als sistemes de nombres posicionals. Això diu que hi ha una cadena de dígits {\displaystyle \ldots d_{3}d_{2}d_{1}d_{0}} en base b es pot convertir en un nombre decimal amb la fórmula:
{\displaystyle \cdots +d_{3}\cdot b^{3}+d_{2}\cdot b^{2}+d_{1}\cdot b+d_{0}}
Per al sistema quater-imaginari, {\displaystyle b=2i}.
A més, per a una cadena determinada {\displaystyle d} en la forma {\displaystyle d_{w-1},d_{w-2},...d_{0}}, la fórmula següent es pot utilitzar per a una longitud de cadena determinada {\displaystyle w} en base {\displaystyle b}
{\displaystyle Q2D_{w}{\vec {d}}\equiv \sum _{k=0}^{w-1}d_{k}\cdot b^{k}}

### Exemple
Per convertir la cadena {\displaystyle 1101_{2i}} a un nombre decimal, només cal utilitzar la fórmula anterior:
{\displaystyle 1\cdot (2i)^{3}+1\cdot (2i)^{2}+0\cdot (2i)^{1}+1\cdot (2i)^{0}=-8i-4+0+1=-3-8i}
Un altre exemple més llarg: {\displaystyle 1030003_{2i}} en base 10 és
{\displaystyle 1\cdot (2i)^{6}+3\cdot (2i)^{4}+3\cdot (2i)^{0}=-64+3\cdot 16+3=-13}

## Conversió de decimal a quarter-imaginari
També és possible convertir un nombre decimal en un nombre del sistema quater-imaginari. Cada nombre complex (cada nombre de la forma a + bi) té una representació quater-imaginària. La majoria de nombres tenen una representació única quater-imaginària, però igual que 1 té les dues representacions 1 = 0.999... en sistema decimal, 15 té les dues representacions quater-imaginàries: 1,(0300)…2i = 0,(0003)…2i.
Per convertir un nombre complex arbitrari en quater-imaginari, n'hi ha prou amb dividir el nombre en els seus components reals i imaginaris, convertir-ne cada un per separat i després sumar els resultats. Per exemple, ja que –1 + 4i és igual a –1 més 4i, la representació quater-imaginària de –1 + 4i és la representació quater-imaginària de –1 (és a dir, 103) més la representació quater-imaginària de 4i (és a dir, 20), que dona un resultat final de –1+4i = 1232i
Per trobar la representació quater-imaginària del component imaginari, n'hi ha prou amb multiplicar aquest component per 2i, que dona un nombre real; després s'ha de trobar la representació quater-imaginària d'aquest nombre real i, finalment, canviar la representació per un lloc cap a la dreta (dividint-ne per 2i). Per exemple, la representació quater-imaginària de 6i es calcula multiplicant 6i × 2i = –12, que s'expressa com 3002i, i després es desplaça per un lloc cap a la dreta, produint-se: 6i = 302i.
Trobar la representació quater-imaginària d'un nombre real enter arbitrari es pot fer manualment mitjançant la resolució d'un sistema d'equacions simultànies, com es mostra a continuació.
Però hi ha mètodes més ràpids per a enters enters imaginaris i reals, com es mostra a l'article de base negativa.

### Exemple: Nombre real
Com a exemple d'un nombre enter, podem intentar trobar la contrapart quater-imaginària del nombre decimal 7 (o 710, ja que la base del sistema decimal és 10). Com que és difícil predir exactament com de llarga serà la cadena de dígits per a un nombre decimal donat, s'assumeix que serà una cadena bastant gran. En aquest cas, es pot triar una cadena de sis dígits. Si la mida de la cadena finalment resulta insuficient, es pot utilitzar una cadena més gran.
Per trobar la representació, primer s'ha d'escriure la fórmula general i els termes del grup: 
{\displaystyle {\begin{aligned}7_{10}&=d_{0}+d_{1}\cdot b+d_{2}\cdot b^{2}+d_{3}\cdot b^{3}+d_{4}\cdot b^{4}+d_{5}\cdot b^{5}\\&=d_{0}+2id_{1}-4d_{2}-8id_{3}+16d_{4}+32id_{5}\\&=d_{0}-4d_{2}+16d_{4}+i(2d_{1}-8d_{3}+32d_{5})\\\end{aligned}}}
Atès que 7 és un nombre real, es pot concloure que d1, d₃ i d₅ ha de ser zero. Ara el valor dels coeficients d0, d₂ i d₄, cal trobar-ho. Perquè d0 − 4 d₂ + 16 d₄ = 7 i perquè (segons la naturalesa del sistema quater-imaginari), els coeficients només poden ser 0, 1, 2 o 3; es pot trobar el valor dels coeficients. Una possible configuració podria ser: d0 = 3, d₂ = 3 i d₄ = 1. Aquesta configuració proporciona la següent cadena de dígits per a 710.
{\displaystyle {\begin{aligned}7_{10}=010303_{2i}=10303_{2i}.\end{aligned}}}

### Exemple: Número imaginari
Per a trobar una representació quater-imaginària d'un nombre enter purament imaginari ∈ iZ és anàleg al mètode descrit anteriorment per a un nombre real. Per exemple, per trobar la representació de 6i, és possible utilitzar la fórmula general. Llavors tots els coeficients de la part real han de ser zero i la part complexa hauria de valer 6. Tanmateix, per 6i es veu fàcilment mirant la fórmula que si d1 = 3 i tots els altres coeficients són zero, obtenim la cadena desitjada per a 6i. Això és:
{\displaystyle {\begin{aligned}6i_{10}=30_{2i}\end{aligned}}}

### Altre mètode de conversió
Per a nombres reals, la representació quater-imaginària és la mateixa que la del quaternari negatiu (base −4). Un nombre complex x + iy es pot convertir a quater-imaginari convertint x i y/2 per separat a quaternari negatiu. Si x i y són fraccions binàries finites podem utilitzar el següent algorisme usant la divisió euclidiana repetida:
Per exemple: 35+23i=121003,22i
```
35 23i÷2i=11,5 11=12-0,5
35÷(-4)=-8, resta 3 12÷(-4)=-3, resta 0 (-0,5)*(-4)=2
-8÷(-4)= 2, resta 0 -3÷(-4)= 1, resta 0
2÷(-4)= 0, resta 2 1÷(-4)= 0, resta 3
2
0
0
0
3 + 300 + 0,2 = 20303,2
32i+16*2-8i-4*0+2i*0+1*3-2*i/2=35+23i
```

## Punt base (,)
Un punt base en el sistema decimal és habitual usar una coma (,) que marca la separació entre la part entera i la part fraccional del nombre.
Al sistema quater-imaginari també es pot utilitzar un punt base. Per a una cadena de dígits {\displaystyle ...d_{5}d_{4}d_{3}d_{2}d_{1}d_{0},d_{-1}d_{-2}d_{-3}...}el punt base marca la separació entre potències no-negatives i negatives de b. Mitjançant el punt base, la fórmula general es converteix en:
{\displaystyle d_{5}b^{5}+d_{4}b^{4}+d_{3}b^{3}+d_{2}b^{2}+d_{1}b+d_{0}+d_{-1}b^{-1}+d_{-2}b^{-2}+d_{-3}b^{-3}}
o
{\displaystyle 32id_{5}+16d_{4}-8id_{3}-4d_{2}+2id_{1}+d_{0}+{\frac {1}{2i}}d_{-1}+{\frac {1}{-4}}d_{-2}+{\frac {1}{-8i}}d_{-3}}
{\displaystyle =32id_{5}+16d_{4}-8id_{3}-4d_{2}+2id_{1}+d_{0}-{\frac {i}{2}}d_{-1}-{\frac {1}{4}}d_{-2}+{\frac {i}{8}}d_{-3}}

### Exemple
Si s'ha de trobar la representació quater-imaginària de la unitat complexa i, la fórmula sense punt base no serà suficient. Per tant, s'ha d'utilitzar la fórmula anterior. Per tant:
{\displaystyle {\begin{aligned}i&=32id_{5}+16d_{4}-8id_{3}-4d_{2}+2id_{1}+d_{0}+{\frac {1}{2i}}d_{-1}+{\frac {1}{-4}}d_{-2}+{\frac {1}{-8i}}d_{-3}\\&=i(32d_{5}-8d_{3}+2d_{1}-{\frac {1}{2}}d_{-1}+{\frac {1}{8}}d_{-3})+16d_{4}-4d_{2}+d_{0}-{\frac {1}{4}}d_{-2}\\\end{aligned}}}
per a certs coeficients dk. Llavors, perquè la part real sigui zero: d₄ = d₂ = d0 = d−2 = 0. Per a la part imaginària, sid₅ = d₃ = d−3 = 0 i quan d1=1 i d−1=2 es pot trobar la cadena de dígits. Utilitzant els coeficients anteriors a la cadena de dígits, el resultat és:
{\displaystyle {\begin{aligned}i=10,2_{2i}\end{aligned}}}.

## Suma i resta
És possible sumar i restar nombres en sistema quater-imaginari. Quan es fa això, hi ha dues regles bàsiques que cal tenir en compte:
1. Sempre que un nombre excedeixi de 3, es resta 4 i s'ha de «rossegar» −1 dos llocs a l'esquerra.
2. Sempre que un nombre disminueixi per sota de 0, se suma 4 i s'ha de «rossegar» +1 dos llocs a l'esquerra.

O bé per defecte: «Si se suma 4, s'ha de rossegar +1. Si es resta, s'ha de rossegar −1». Això és el contrari de la suma llarga normal, en la qual un «ròssec» a la columna actual requereix afegir 1 a la columna següent a l'esquerra, la resta requereix un «demanar prestat». En l'aritmètica quater-imaginària, un «ròssec» resta de la següent columna i afegeix un «demanar prestat».

### Exemple: Suma
A continuació s'indiquen dos exemples de suma al sistema quater-imaginari:
```
 1 - 2i 1031 3 - 4i 1023
 1 - 2i 1031 1 - 8i 1001
 ------- + <=> ----- + ------- + <=> ----- +
 2 - 4i 1022 4 - 12i 12320

```

- Al primer exemple comencem sumem els dos 1 a la primera columna (la columna de l'1), donant 2. A continuació, sumem els dos 3 a la segona columna (la columna del 2i), donant 6; com 6 > 3, restem 4 (donant 2 com a resultat a la segona columna) i rosseguem −1 a la quarta columna. Si sumem els 0 a la tercera columna dona 0; i finalment sumem els dos 1 i el ròssec -1 a la quarta columna, que dona 1.

- En el segon exemple sumem primer 3 + 1, donant 4; com 4 > 3, restem 4 (donant 0) i rosseguem −1 a la tercera columna (la columna del −4). A continuació, sumem 2 + 0 a la segona columna, donant 2. A la tercera columna, tenim 0 + 0 + (- 1), a causa del ròssec; com −1 < 0, afegim 4 (donant 3 com a resultat a la tercera columna) i «demanen prestat» +1 a la cinquena columna. A la quarta columna, 1 + 1 dona 2; i el ròssec a la cinquena columna dona 1, donant un resultat final de {\displaystyle 12320_{2i}}.

### Exemple: Resta
La resta és anàleg a l'addició, ja que utilitza les mateixes dues regles descrites anteriorment. A continuació es mostra un exemple:
```
 - 2 - 8i 1102
 1 - 6i 1011 
 ------- - <=> ----- -
 - 3 - 2i 1131

```

En aquest exemple hem de restar {\displaystyle 1011_{2i}} de {\displaystyle 1102_{2i}}. El dígit més a la dreta és 2−1 = 1. El segon dígit de la dreta es convertiria en −1, així que s'afegeix 4 per donar 3 i després s'ha de «ròssegar» +1 dos llocs a l'esquerra. El tercer dígit de la dreta és 1−0 = 1. Llavors el dígit més esquerre és 1−1 més 1 del portador, donant 1. Això dona una resposta final de {\displaystyle 1131_{2i}}.

## Multiplicació
Per a una multiplicació llarga en el sistema quater-imaginari, també s'utilitzen les dues regles esmentades anteriorment. Quan es multiplica els números, s'ha de multiplicar la primera cadena per cada dígit de la segona cadena i afegir les cadenes resultants. Amb cada multiplicació, un dígit de la segona cadena es multiplica amb la primera cadena. La multiplicació comença amb el dígit més a la dreta de la segona cadena i després es mou un dígit cap a l'esquerra, multiplicant cada dígit amb la primera cadena.
A continuació, s'afegeixen els productes parcials resultants on cadascun es desplaça un dígit a l'esquerra. Un exemple:
```
 11201
 20121 x
 --------
 11201 <--- 1 x 11201
 12002 <--- 2 x 11201
 11201 <--- 1 x 11201
 00000 <--- 0 x 11201
 12002 + <--- 2 x 11201
 ------------
 120231321

```

Això correspon a una multiplicació de {\displaystyle (9-8i)\cdot (29+4i)=293-196i}.

## Taules de conversió
A continuació es mostra una taula d'alguns nombres decimals i complexos i les seves equivalències a quater-imaginàries.
| Base 10 | Base 2i |
| ------- | ------- |
| 1       | 1       |
| 2       | 2       |
| 3       | 3       |
| 4       | 10300   |
| 5       | 10301   |
| 6       | 10302   |
| 7       | 10303   |
| 8       | 10200   |
| 9       | 10201   |
| 10      | 10202   |
| 11      | 10203   |
| 12      | 10100   |
| 13      | 10101   |
| 14      | 10102   |
| 15      | 10103   |
| 16      | 10000   |

| Base 10 | Base 2i |
| ------- | ------- |
| −1      | 103     |
| −2      | 102     |
| −3      | 101     |
| −4      | 100     |
| −5      | 203     |
| −6      | 202     |
| −7      | 201     |
| −8      | 200     |
| −9      | 303     |
| −10     | 302     |
| −11     | 301     |
| −12     | 300     |
| −13     | 1030003 |
| −14     | 1030002 |
| −15     | 1030001 |
| −16     | 1030000 |

| Base 10 | Base 2i  |
| ------- | -------- |
| 1i      | 10,2     |
| 2i      | 10,0     |
| 3i      | 20,2     |
| 4i      | 20,0     |
| 5i      | 30,2     |
| 6i      | 30,0     |
| 7i      | 103000,2 |
| 8i      | 103000,0 |
| 9i      | 103010,2 |
| 10i     | 103010,0 |
| 11i     | 103020,2 |
| 12i     | 103020,0 |
| 13i     | 103030,2 |
| 14i     | 103030,0 |
| 15i     | 102000,2 |
| 16i     | 102000,0 |

| Base 10 | Base 2i |
| ------- | ------- |
| −1i     | 0,2     |
| −2i     | 1030,0  |
| −3i     | 1030,2  |
| −4i     | 1020,0  |
| −5i     | 1020,2  |
| −6i     | 1010,0  |
| −7i     | 1010,2  |
| −8i     | 1000,0  |
| −9i     | 1000,2  |
| −10i    | 2030,0  |
| −11i    | 2030,2  |
| −12i    | 2020,0  |
| −13i    | 2020,2  |
| −14i    | 2010,0  |
| −15i    | 2010,2  |
| −16i    | 2000,0  |

## Exemples
A continuació, es mostren alguns altres exemples de conversions de nombres decimals a quater-imaginaris.
{\displaystyle -31_{10}=d_{0}+d_{2}(2{\rm {i}})^{2}+d_{4}(2{\rm {i}})^{4}+d_{6}(2{\rm {i}})^{6}+\dots =d_{0}-4d_{2}+16d_{4}-64d_{6}+\dots \Leftrightarrow }
{\displaystyle d_{0}=1,\quad 8_{10}=d_{2}-4d_{4}+16d_{6}-\dots \Leftrightarrow }
{\displaystyle d_{0}=1,\quad d_{2}=0,\quad -2_{10}=d_{4}-4d_{6}+\dots \Leftrightarrow }
{\displaystyle d_{0}=1,\quad d_{2}=0,\quad d_{4}=2,\quad d_{6}=1,\quad d_{8}=\dots =0}
llavors
{\displaystyle -31_{10}=1020001_{2{\rm {i}}}.}
De la mateixa manera, {\displaystyle 15_{10}=10103_{2{\rm {i}}}.}
- La conversió d'un nombre diàdic es redueix a la d'un nombre enter:

{\displaystyle {\frac {31}{4}}=-31(2{\rm {i}})^{-2}=10200{,}01_{2{\rm {i}}}.}
- La conversió del producte per i d'un nombre diàdic també:

{\displaystyle -{\frac {15{\rm {i}}}{2}}=15(2{\rm {i}})^{-1}=1010{,}3_{2{\rm {i}}}.}
- Es sumen la part real i la part imaginària:

{\displaystyle {\frac {31}{4}}-{\frac {15}{2}}{\rm {i}}=10200{,}01_{2{\rm {i}}}+1010{,}3_{2{\rm {i}}}=11210{,}31_{2{\rm {i}}}.}

## Corba d'ordre Z
La representació
{\displaystyle z=\sum _{k\geq n}z_{k}\cdot (2i)^{-k}}
d'un nombre complex arbitrari {\displaystyle z\in \mathbb {C} } amb {\displaystyle z_{k}\in \{0,1,2,3\}} dóna lloc a una funció injectiva
{\displaystyle {\begin{array}{rrcl}\varphi \colon &\mathbb {C} &\to &\mathbb {R} \\&\displaystyle \sum _{k\geq n}z_{k}\cdot (2i)^{-k}&\mapsto &\displaystyle \sum _{k\geq n}z_{k}\cdot r^{-k}\\\end{array}}}
per a certs {\displaystyle r\in \mathbb {Z} }. Per exemple, {\displaystyle r=4} no es pot prendre com a base perquè
{\displaystyle \sum _{k>0}3\cdot (2i)^{-k}={\frac {-3-6i}{5}}\;\;\;\;\neq \;\;\;\;1=\sum _{k>0}3\cdot 4^{-k}.}
La imatge {\displaystyle \varphi (\mathbb {C} )\subseteq \mathbb {R} } és un conjunt de Cantor que permet ordenar linealment {\displaystyle \mathbb {C} } de forma similar a una corba d'ordre Z. Conseqüentment, {\displaystyle \varphi } no és contínua.